# Phyllomedusa hypochondrialis
Phyllomedusa hypochondrialis är en groddjursart som först beskrevs av Daudin 1800.  Phyllomedusa hypochondrialis ingår i släktet Phyllomedusa och familjen lövgrodor. IUCN kategoriserar arten globalt som livskraftig. Inga underarter finns listade i Catalogue of Life.